# 道央ブロックリーグ
道央ブロックリーグ（どうおうぶろっくりーぐ）は、北海道の道央地域で行われていたサッカーリーグである。

## 概要
北海道サッカーリーグの下部にあたるブロックリーグ（他の都府県における都道府県リーグに相当）5つのうちの1つである。
以下の地区協会のクラブチームが参加し、それら地区協会との間でチームの入れ替えが行われる。
- 千歳地区のクラブチーム - 千歳地区サッカー協会
- 小樽地区のクラブチーム - 小樽地区サッカー協会 - ウェイバックマシン（2007年4月21日アーカイブ分）
- 空知地区のクラブチーム - 空知地区サッカー協会

2011年までは、千歳地区・小樽地区・札幌地区のチームで道央ブロックリーグが構成されており、空知地区のチームは道北ブロックリーグに参加していた。2012年より道央ブロックリーグは上記の構成となり、札幌地区のチームは札幌ブロックリーグへ参加することとなった。
2019年より、道央ブロックリーグに代わって道央・道北ブロックリーグが発足し、前年度に道央ブロックリーグならびに道北ブロックリーグに出場していたチームの一部が参加することとされた。

### 方式
6チームによる2回戦総当りで行われる。
便宜上ホーム/アウェーの割り当てはあるものの、会場がホーム&アウェーで設定されているわけではなく、小樽・千歳・空知地区の会場を持ち回りで利用している。これは2011年まで（千歳・小樽・札幌地区で実施）も同様であった。2011年～2012年に利用実績のある会場は以下の通り。
- 札幌地区
  - 札幌厚別公園競技場
  - 札幌厚別公園競技場補助競技場
  - 東雁来公園サッカー場
  - 札幌サッカーアミューズメントパーク
  - 北海道立野幌総合運動公園天然芝サッカー・ホッケー場
- 小樽地区
  - 小樽市望洋サッカー・ラグビー場
- 千歳地区
  - 千歳市臨空公園サッカー場
- 空知地区
  - 岩見沢市東山公園陸上競技場
  - 岩見沢市岡山スポーツフィールド

### 昇格
リーグ1位のチームはブロックリーグ決勝大会の参加権利を得る。同大会で定められた成績を収めると北海道サッカーリーグ昇格となる。

### 降格
2010年（平成22年）度のレギュレーションでは、以下の方式で行われた。
- リーグ4・5・6位のチームは各地区リーグの代表チームと入替戦を行い、それぞれの勝者が道央ブロックリーグに昇格ないし残留し、それぞれの敗者が地区リーグに降格する。また、上位3チームが同地区の場合、3位のチームはその地区の代表チームと入替戦を行う。
- 北海道リーグからの降格が道央ブロックに影響する場合、入替戦対象チーム数にその数を加える。この場合、該当する地区の下位チームをその数だけ降格する。
- JFL・北海道リーグの昇格降格数により変更があり、詳しくは各協会の協議のうえ決定する。

2011年については、ブロック配分の変更に伴い以下の方式で行われた。
- 札幌地区については、道央ブロックリーグ所属チームが4チームであったことから、そのうち3チームおよび、Sリーグ（札幌地区リーグ1部）上位2チームを翌年度札幌ブロックリーグに編入。道央ブロックリーグのうち札幌地区最下位のチームと、Sリーグ3位のチームで入れ替え戦を行い、勝者が札幌ブロックリーグに参入する。（なおアンフィニVANKEI.FCの北海道サッカーリーグ昇格に伴い、Sリーグ3位のボタンダウンFCが繰り上げ昇格、Sリーグ4位の札幌ヒヤシンスが繰り上げで入れ替え戦参加となった。）[8]
- その他の地区については詳細不明。

## 年度別成績
- 太字 ：北海道リーグ昇格
- *：2012年からのブロック割り変更に伴い札幌ブロックリーグに移ったチーム
- **：2012年からのブロック割り変更に伴い道北ブロックリーグから移ってきたチーム

| 年度 | 1位                 | 2位               | 3位                  | 4位            | 5位                  | 6位                  | 出典   |
| ---- | ------------------- | ----------------- | -------------------- | -------------- | -------------------- | -------------------- | ------ |
| 2003 | 美香保FC            | BIG1              | 札幌第一クラブ       | 札幌ウインズFC | 札幌大学OB           | －                   | [ 9 ]  |
| 2004 | 札幌ウインズFC      | 美香保FC          | シェフィールドFC     | BIG1           | 第一クラブ           | 小樽FC               | [ 10 ] |
| 2005 | 札幌ウインズFC      | ウエスト佐川急便  | BIG1                 | 美香保FC       | 小樽FC               | えり善真木VANKEI.FC  |        |
| 2006 | 札幌ウインズFC      | 札幌ヒヤシンス    | VANKEI.FC            | 美香保FC       | 小樽FC               | BIG1                 |        |
| 2007 | SSSシェフィールド   | 札幌ヒヤシンス    | VANKEI.FC            | 札幌北大クラブ | BIG1 SC              | 小樽FC               |        |
| 2008 | 札大GP              | VANKEI.FC         | 札幌ヒヤシンス       | BIG1 SC        | 小樽FC               | 札幌北大クラブ       |        |
| 2009 | VANKEI.FC           | SSSシェフィールド | 札幌ヒヤシンス       | Revolt         | 小樽FC               | BIG1 SC              | [ 16 ] |
| 2010 | 日通FCペリカノス    | VANKEI.FC         | 小樽FC               | BIG1 SC        | ベアフット北海道     | SSSシェフィールド    | [ 17 ] |
| 2011 | アンフィニVANKEI.FC | ベアフット北海道* | 札幌ウインズFC*      | 小樽FC         | BIG1 SC              | 日本通運FC*          | [ 18 ] |
| 2012 | 岩見沢FC北蹴会**    | BIG1              | サンクFCくりやま**   | FC Menino**    | AVANZARE北広島       | Cherry Blossom       | [ 19 ] |
| 2013 | FC Menino           | BIG1              | サンクFCくりやま     | AVANZARE北広島 | フォルトゥナート恵庭 | Cherry Blossom       | [ 20 ] |
| 2014 | FC Menino           | サンクFCくりやま  | BIG1                 | AVANZARE北広島 | 千歳基地             | Cherry Blossom       | [ 21 ] |
| 2015 | サンクFCくりやま    | BIG1              | フォルトゥナート恵庭 | FC Menino      | AVANZARE北広島       | Cherry Blossom       | [ 22 ] |
| 2016 | サンクFCくりやま    | BIG1              | AVANZARE北広島       | FC Menino      | 小樽市役所           | フォルトゥナート恵庭 | [ 23 ] |
| 2017 | BIG1                | FC Menino         | サンクFCくりやま     | 千歳基地       | AVANZARE北広島       | 小樽市役所           | [ 24 ] |
| 2018 | サンクFCくりやま    | BIG1              | 小樽市役所           | FC Menino      | 小樽Cherry Blossom   |                      | [ 25 ] |

## 歴代参加クラブ
札幌地区
- 札幌ウインズFC（2003 - 2006年・2011年）
- 札幌第一クラブ（2003 - 2004年）
- 札幌大学OB（2003年）
- 美香保FC（2003 - 2006年）
- SSSシェフィールド（2004年・2007年・2009 - 2010年）
- アンフィニVANKEI.FC（2005 - 2011年）
- ウエスト・佐川急便北海道（2005年）
- 札幌ヒヤシンス（2006 - 2009年）
- 札幌北大クラブ（2007 - 2008年）
- 札大GOAL PLUNDERERS（2008年）
- Revolt（2009年）
- 日本通運FC（2010 - 2011年）
- ベアフット北海道（2010 - 2011年）

千歳地区
- BIG1 SC（2003 - 2018年）
- AVANZARE北広島（2012 - 2017年）
- フォルトゥナート恵庭（2013年・2015 - 2016年）
- 千歳基地サッカー部（2014年・2017年）

小樽地区
- 小樽FC（2003 - 2011年）
- 小樽Cherry Blossom（2012 - 2015年・2018年）
- 小樽市役所（2016 - 2018年）

空知地区
- 岩見沢FC北蹴会（2012年）
- FC Menino（2012 - 2018年）
- サンクFCくりやま（2012 - 2018年）